# Étienne Peau
Étienne Peau est un scientifique français, naturaliste, inventeur, explorateur, journaliste, pionnier de la photographie sous-marine.

## Biographie

### Enfance et jeunesse
Jules Édouard Étienne Peau est né au Havre le 3 décembre 1877 dans une famille d’artisans aisés. Il est le fils de Gustave Peau, maître charpentier de maison, et de son épouse Ernestine Marie Allard.
Il est scolarisé au Havre à l’Institution catholique Saint-Joseph puis au lycée François Ier où il a pour condisciple le peintre Raoul Dufy. Il montre très vite un grand intérêt pour le progrès technique et pour la vie marine. Le roman de Jules Verne "20000 lieues sous les mers" est son livre de chevet.
Dès l’âge de 16 ans, il construit un petit sous-marin téléguidé, l’Ikhthus, qu’il expérimente le 3 juin 1894 dans un bassin situé dans l’entreprise paternelle, en présence de sa famille et de nombreux amis. Il a, à cette occasion, sans doute bénéficié des conseils de son cousin Louis Peau, traceur de coques, et du beau-frère de celui-ci Emile Galodée, "architecte naval réputé".
Son père décède brutalement en 1895 et il doit abandonner ses études ; il aide sa mère à gérer l’entreprise paternelle mais est cependant davantage motivé par ses projets personnels et ses inventions. 

### Pionnier de la photo sous-marine
Il s’intéresse à tout ce qui a trait à la mer et dépose en 1901 un brevet pour un scaphandre qu’il baptise "Ichtyandre" ainsi que, en 1904, pour un appareil à renflouer les navires. Ces deux inventions n’ont pas de concrétisation, mais il conçoit et construit en 1906 un caisson étanche pour appareil photo, qu’il expérimente avec succès en baie de Seine, devant Sainte Adresse. Il y réalise à partir de 1907 les premiers clichés sous-marins en Manche orientale.
La marque de son appareil reste inconnue, mais il utilise un objectif à portrait Derogy double de 60 mm, anachromatique, qui est la cause de l'auréole ("l'enveloppe") qui peut être remarquée sur ses photos. Les eaux de la Manche sont particulièrement troubles ; faute de pouvoir, à ses regrets, avoir recours à l'éclairage électrique avec des lampes Cooper-Hewet à vapeur de mercure, il utilise des mélanges pyrotechniques brûlant dans une épaisse cloche de cristal munie d'un tube métallique rejetant dans l'air les gaz de combustion. Sans doute en raison du manque de transparence de l'eau, il passe rapidement du plan général à la proxi-photographie. Il saisit sur le vif les paysages sous-marins et leurs habitants, poissons, coquillages ou crustacés. Il use de petits stratagèmes pour améliorer les vues ; par exemple, il dispose des morceaux de poisson pour appâter une araignée de mer, ou coupe les algues pour dégager une perspective. Il publie ses photos les plus réussies sous forme de cartes postales en noir et blanc, et il en édite à la fin de l'année 1907 une série colorisée, probablement selon la technique artisanale du rehaut.
Ses photos sont en noir et blanc, mais en 1921, il présente au public une série de diapositives colorisées, sans doute avec des couleurs à l'aniline, technique qu'il avait lui-même préconisée dans une de ses propres publications dès 1897. 
Il réalise en tout une cinquantaine de photos, dont 32 nous sont parvenues.
Il présente ses travaux et ses réalisations dans des journaux de vulgarisation ou au cours de conférences, y compris à l’étranger. Ainsi, en 1909, sa réception en Belgique est chaleureuse : le Bulletin de la Société Belge de Photographie évoque la "bonne fortune" d'avoir accueilli "un ingénieur océanographe" (sic) doublé "d'un intrépide scaphandrier" et du caractère "peu banal" de sa conférence. Il est récompensé par une médaille d’argent à l’Exposition de Bordeaux en 1907.
Il sollicite en 1912 une compagnie cinématographique française, dont il tait le nom, pour lui proposer la réalisation d'un film sur le monde sous-marin ; il ne reçoit aucune réponse.
Il développe une activité de journaliste dans le domaine de la vulgarisation scientifique et technique. Il édite ses propres périodiques et collabore également, sa vie durant, à de nombreuses publications. 
Il fréquente assidument les sociétés savantes havraises et, en 1919, il parvient, grâce à ses travaux et bien que n’ayant pas de diplôme universitaire, à se faire nommer conservateur adjoint indemnitaire du Muséum du Havre.

### Explorateur de Kerguelen
Il rencontre fréquemment les frères Bossière, entrepreneurs havrais concessionnaires de l’exploitation des pêcheries de Kerguelen. Il leur propose ses services pour une mission scientifique d’exploration de l’archipel qu’il obtient en 1923, avec le soutien du gouvernement qui le mandate pour réaffirmer les droits de la France sur les îles Crozet, du Muséum du Havre et du Muséum d’Histoire Naturelle de Paris, en la personne du professeur de minéralogie Alfred Lacroix, secrétaire perpétuel de l’Académie des Sciences.
Il ne peut débarquer à Crozet en raison de violentes tempêtes et de la mauvaise volonté du capitaine de l'Oural, le bateau sur lequel il navigue, mais son exploration de Kerguelen, qui dure 100 jours entre décembre 1923 et mars 1924, est un plein succès. Il est basé à Port-Jeanne-d'Arc et utilise les bateaux des pêcheurs pour visiter de nombreux sites tout autour de l’ile. Il collecte de multiples informations météorologiques, prélève des échantillons de minéraux et des spécimens d’animaux et de plantes qui sont déposés au Muséum du Havre et au Muséum d’Histoire Naturelle de Paris. Tout ceci présente un grand intérêt scientifique : les botanistes découvrent dans ses herbiers une plante et une mousse inconnues et le professeur Lacroix écrit à propos des minéraux que « les collections recueillies par M. Peau nous apprennent quelque chose de nouveau ». Il prend plusieurs dizaines de clichés et tourne un film. Aidé de son fils Lionel qui, âgé de 16 ans, l’accompagne dans son voyage, il édifie avant de repartir un calvaire à Port Jeanne d’Arc, « en reconnaissance des bienfaits que la Divine Providence nous a accordés ».
Philatéliste (il est propriétaire au Havre d'une boutique de philatélie), il prend soin d’envoyer plusieurs courriers au cours de son périple, qui sont des raretés qui intéressent les collectionneurs.
Sa mission a un retentissement certain. Son rapport est déposé aux archives du Ministère des Colonies et il prononce une série de conférences dont une en présence du maréchal Foch. Il publie également le compte-rendu de son voyage dans la presse spécialisée.
Il dénonce les massacres inconsidérés d’éléphants de mer et d’otaries à fourrure commis par les Norvégiens sous-traitants des frères Bossière ainsi que ceux complètement gratuits des oiseaux, pourtant, comme il l’écrit lui-même, « le plus bel ornement de ces îles lointaines ». Son indignation provoque un réveil des consciences et en conséquence, en décembre 1924, le Congrès international pour la protection de la faune sauvage élabore une proposition appelant à la création d’un parc national aux Kerguelen. C’est chose faite dès 1925.
La réussite de son expédition lui vaut d’être promu officier de l’instruction publique (Palmes Académiques) et il est fait chevalier de l’Étoile d’Anjouan au titre de Madagascar, dont Kerguelen dépend à l’époque. 
Il finit cependant par être contraint de démissionner de son poste de conservateur adjoint en 1927, ce qui le plonge dans de sérieux soucis financiers. Malgré ses sollicitations, il n’obtient plus de missions scientifiques.

### Journaliste
Il revient au journalisme, tout en continuant à s’intéresser à la vie marine, à la pêche et à l’aquariophilie. Admirateur de Jules Verne, il utilise parfois le pseudonyme "capitaine Nemo" pour signer ses articles ; son bureau professionnel est appelé le Nautilus. Il poursuit également une carrière de conférencier. 
Il écrit dans ses propres journaux, comme à partir de 1931 dans la "Feuille hebdomadaire", dans laquelle il publie le récit de son exploration de Kerguelen, publication qui est interrompue par sa disparition au début de la seconde guerre mondiale.
Sa collaboration à d’autres revues se fait en tant que pigiste.

### Disparition
Il se trouve à son domicile du Havre en juin 1940 lors de l’offensive allemande et le 11 de ce mois, il embarque avec plusieurs centaines de réfugiés à bord du cargo Niobé qui, chargé de munitions, tente de rallier Caen. Attaqué par l’aviation allemande en baie de Seine, le bateau explose et il disparaît dans la catastrophe, qui fait plus de 800 morts.
Son corps n’est pas retrouvé et son décès est constaté par un jugement du tribunal civil de première instance du Havre le 4 février 1948 (no 466), qui le déclare "mort pour la France" le 11 juin 1940. Le jugement est transcrit à l’état civil du Havre le 14 avril 1948. 

## Reconnaissance posthume
Son nom tombe quelque peu dans l’oubli, d’autant plus que les bombardements du Havre ont détruit une grande partie de ses archives personnelles ainsi que les collections déposées au Muséum du Havre (herbier, animaux naturalisés, spécimens géologiques).
Il est toutefois cité en tant que l’un des premiers explorateurs de Kerguelen par Edgar Aubert de la Rüe et en 1952, lors de son troisième séjour à Kerguelen, celui-ci donne son nom à une petite montagne de 674 mètres d’altitude dominant Port Elizabeth. 
L’historien James Dugan, collaborateur de Jacques-Yves Cousteau, le cite parmi les pionniers de la photo sous-marine, de même que le professeur et spécialiste de la photo sous-marine Steven Weinberg, qui publie certains de ses clichés.
En 1993, le journaliste et écrivain Jean-Paul Kauffmann lui consacre quelques pages dans son livre "L’arche des Kerguelen".
En 1994, le Bulletin trimestriel de la société géologique de Normandie et des amis du muséum du Havre publie un long article biographique.
Sa ville natale décide de lui rendre hommage pendant toute l’année 1998, ce qui se concrétise par plusieurs expositions sur son voyage à Kerguelen et sur ses photos sous-marines et par des conférences. Sa biographie complète et abondamment illustrée est publiée dans le Bulletin trimestriel de la société géologique de Normandie et des amis du muséum du Havre. Un timbre à son effigie est émis par les Terres Australes et Antarctiques Françaises. 
La même année, le conseil municipal du Havre décide de donner son nom à une voie résidentielle du quartier des Hauts de Rouelles. La délibération le qualifie de "journaliste - inventeur".
En 2000, un insecte de la forêt amazonienne est baptisé par son découvreur J-F Voisin Acorep peaui, "espèce dédiée à Étienne Peau, naturaliste havrais, pionnier de la photographie sous-marine et de l’exploration biologique des Terres australes et antarctiques françaises, injustement oublié".
En 2023, les TAAF émettent un nouveau timbre commémorant le centième anniversaire de la mission scientifique d'Etienne et Lionel Peau.